# Gustav Justi

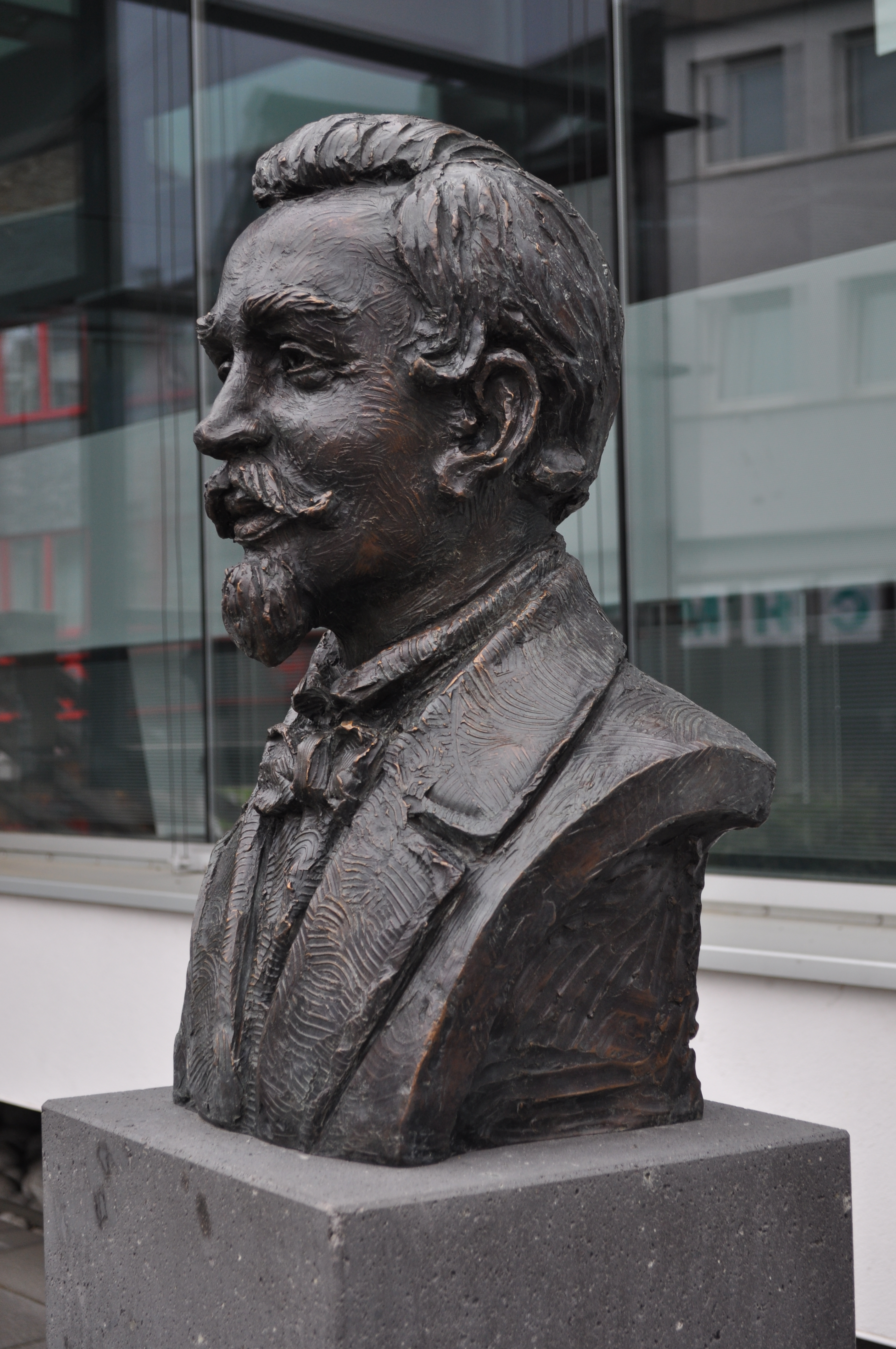
Büste von Gustav Justi in Idstein

Gustav Justi  (* 25. November 1810 in Idstein; † 31. März 1879 ebenda) war ein deutscher Likörfabrikant und Landtagsabgeordneter.
Justi besuchte die Lateinschule in Idstein und absolvierte ab 1825 eine Apothekerausbildung an der Amtsapotheke Nastätten und Langen-Schwalbach bei Apotheker Seris Bertrand. Ab 1828 studierte er Naturwissenschaften und Philosophie in Marburg und Heidelberg. Nach dem Studium arbeitete er als Apothekergehilfe in Michelbach, Wittlich, Laasphe und anderen Orten. 1837 gründete er in Straßebersbach eine Likörfirma, siedelte aber bereits 1840 nach Idstein über, wo auch seine politische Laufbahn begann.
Während der Märzrevolution wurde er 1848 Vorsitzender des Idsteiner Sicherheitskomitees und Bürgerwehrkommandant. Als Vorsteher der liberalen Partei und des demokratischen Vereins nahm Justi am 10. Juni 1849 am Idsteiner Demokratenkongress teil. Daraufhin wurde er gemeinsam mit anderen wegen Hochverrats angeklagt, jedoch 1850 freigesprochen. 1848–1851 gehörte er für den Wahlkreis XI (Idstein/Wehen) den Landständen des Herzogtums Nassau an. 1868 bis 1879 war er für den Wahlkreis Untertaunuskreis Abgeordneter im Nassauischen Kommunallandtag. Von 1871 bis 1879 war er auch Mitglied des Landesausschusses. Als langjähriges Mitglied des Gemeinderates war Justi bis zu seinem Tode einer der einflussreichsten Männer Idsteins.
Im Jahr 1860 gehörte er zu den Mitgründern des Vorschuss- und Creditvereins, eines Vorläufers der VR Bank Untertaunus, der heutigen Wiesbadener Volksbank. Die Stadt Idstein errichtete ihm 1880 vor dem Rathaus ein Denkmal, welches heute jedoch nicht mehr existiert. Im Jahr 2011 wurde vor dem Hauptgebäude der VR-Bank eine Bronze-Büste von Gustav Justi aufgestellt. Der Entwurf hierzu stammt von Waldemar Schröder.

## Werke
- Der Unterschied der Persönlichkeit und Subjektivität